# Ray Ho
Ray Ho (* 13. Februar 2000) ist ein taiwanischer Tennisspieler.

## Karriere
Zwischen 2013 und 2018 spielte Ho auf der ITF Junior Tour. Dabei nahm er 2018 an drei von vier an Grand-Slam-Turnieren teil, wo sein bestes Resultat im Einzel das Viertelfinale bei den Australian Open ist. Im Doppel zog er mit seinem Landsmann Tseng Chun-hsin ins Finale der French Open ein, wo sie Ondřej Štyler und Naoki Tajima unterlagen. In allen drei Disziplinen der Olympischen Jugend-Sommerspiele schied er zum Auftakt aus. Im Einzel gewann er zwei und im Doppel einen Titel der Kategorie Grade 2. In der Junioren-Rangliste erreichte er mit Platz 18 seine höchste Notierung. 
Bei den Profis spielte Ho ab 2019 regelmäßig. In seinem ersten Jahr zog er auf der ITF Future Tour in sein erstes Finale ein. Im Doppel war er erfolgreicher: gleich drei Titel gewann er. Zudem erreichte er auf der ATP Challenger Tour in Kaohsiung sein erstes Halbfinale. Bis Ende 2022 spielte er wieder ausschließlich Futures, von denen er bis dato zehn gewonnen hatte. Erstmals zog er dadurch in der Weltrangliste in die Top 300 des Doppels ein. Im Einzel verlor Ho auch sein zweites Finale, sein Karrierehoch von Rang 715 hatte er Mitte 2022 erreicht. Im September 2022 gab er sein Debüt für die taiwanische Davis-Cup-Mannschaft in der Begegnung gegen Hongkong, wo er sein Match im Doppel gewann.
Mit verschiedenen Partnern gewann er auch 2023 acht weitere Futures, bevor er gegen Ende des Jahres auch wieder bei Challengers antrat. Mit dem Australier Matthew Romios zusammen triumphierte er in Zhangjiagang das erste Mal bei einem Challenger. Mit selbigem Partner zog er in Matsuyama ins Halbfinale ein und unterlag in seinem zweiten Endspiel in Guangzhou, wodurch er in der Rangliste bis Platz 173 stieg.

## Erfolge
| Legende (Anzahl der Siege) |
| Grand Slam                 |
| ATP Finals                 |
| ATP Tour Masters 1000      |
| ATP Tour 500               |
| ATP Tour 250               |
| ATP Challenger Tour (10)   |

### Doppel

#### Turniersiege
| Nr. | Datum             | Turnier        | Belag     | Partner              | Finalgegner                      | Ergebnis  |
| --- | ----------------- | -------------- | --------- | -------------------- | -------------------------------- | --------- |
| 1.  | 2. September 2023 | Zhangjiagang   | Hartplatz | Matthew Romios       | Francis Alcantara Sun Fajing     | 6:3, 6:4  |
| 2.  | 14. April 2024    | Busan          | Hartplatz | Nam Ji-sung          | Chung Yun-seong Hsu Yu-hsiou     | 6:2, 6:4  |
| 3.  | 18. Mai 2024      | Taipeh         | Hartplatz | Nam Ji-sung          | Toshihide Matsui Kaito Uesugi    | 6:2, 6:2  |
| 4.  | 11. Januar 2025   | Nonthaburi (1) | Hartplatz | Neil Oberleitner     | Daniel Cukierman Joshua Paris    | 6:4, 7:65 |
| 5.  | 18. Januar 2025   | Nonthaburi (2) | Hartplatz | Neil Oberleitner     | Pruchya Isaro Wang Aoran         | 6:3, 6:4  |
| 6.  | 1. März 2025      | Bangalore      | Hartplatz | Anirudh Chandrasekar | Blake Bayldon Matthew Romios     | 6:2, 6:4  |
| 7.  | 26. April 2025    | Gwangju        | Hartplatz | Matthew Romios       | Vasil Kirkov Bart Stevens        | 6:3, 7:66 |
| 8.  | 4. Mai 2025       | Guangzhou      | Hartplatz | Matthew Romios       | Vasil Kirkov Bart Stevens        | 6:3, 6:4  |
| 9.  | 19. Juli 2025     | San Marino     | Sand      | Karol Drzewiecki     | Miloš Karol Witalij Satschko     | 7:5, 7:63 |
| 10. | 2. August 2025    | Porto          | Hartplatz | George Goldhoff      | Nicolás Barrientos Joran Vliegen | 6:4, 6:4  |